# Beatriz Ferreira
Beatriz Iasmin Soares Ferreira (Salvador, Brasil, 9 de diciembre de 1992) es una boxeadora profesional brasileña. Ganó la medalla de plata en los Juegos Olímpicos de Tokio 2020 y es dos veces campeona mundial en 2019 y 2023 en el Campeonato Mundial de Boxeo Aficionado Femenino, además de ser campeona de los Juegos Panamericanos de 2019,  en la categoría de peso ligero.